# Сайнфелд
„Сайнфелд“ (на английски: Seinfeld) е американски сериал, носител на награда Еми, излъчен за пръв път по NBC от 5 юли 1989 г. до 14 май 1998 г., в девет сезона.

## „Сайнфелд“ в България
В България сериалът, преведен като „Зайнфелд“, започва излъчването си на 19 март 2007 г., всеки делник от 23:30 по bTV и завършва на 4 януари 2008 г. Малко по-късно започва повторно излъчване, всеки делничен ден от 06:00, като последният епизод е на 11 юли.
На 29 ноември 2009 г., също преведен като „Зайнфелд“, започва повторно излъчване по PRO.BG от 23:15.